# Bandera de Martorelles
La bandera oficial de Martorelles té la següent descripció:
Bandera apaïsada, de proporcions dos d'alt per tres de llarg, blanca, amb el ram de murtra verd clar fruitat de blau clar, de l'escut, d'alçària 11/16 de la del drap i amplària 1/4 de la llargària del mateix drap, al centre, i amb un pal blau clar de gruix 1/4 de l'amplària del drap, a la vora de l'asta, i un de verd clar del mateix gruix, a la vora del vol.

## Història
L'Ajuntament va acordar en ple iniciar l'expedient d'adopció de la bandera el dia 21 de setembre de 2015. Després dels tràmits reglamentaris, la bandera es va aprovar el 26 de juliol de 2016 i fou publicada al DOGC número 7.179 de 8 d'agost de 2016.
La bandera està basada en l'escut heràldic de la localitat, incorporant-ne els tres colors (blau, verd i blanc) i el ram de murtra, senyal parlant del nom del municipi.